# Игаево
Игаево — деревня в Струго-Красненском районе Псковской области России. Входит в состав сельского поселения «Марьинская волость».

## География
Находится на северо-востоке региона, в центральной части района, в лесной местности около реки Плотиченка.
Уличная сеть не развита.

## История
Первое упоминание населённого пункта на этом месте относится к 1498 году, как деревня Игаево Быстреевского погоста Шелонской пятины.
В 1918—28 годах — центр Игаевского сельсовета: до 1927 года Узьминской волости Гдовского уезда; в 1927—28 годах — Стругокрасненского района.
В 1941—1944 гг. деревня находилась под фашистской оккупацией войсками Гитлеровской Германии.
С образованием Стругокрасненского района с 1928 до 1995 года деревня входила в Симанологский сельсовет, с января 1995 до января 2010 года — в Симанологскую волость. 
С 1 января 2010 года с упразднением Симанологской волости деревня входит в Марьинскую волость.

## Население
| 2002 | 2010 | 2011 |
| ---- | ---- | ---- |
| 2    | ↘0   | ↗1   |

## Инфраструктура
Игаевская земская школа (1916), Игаевская школа I ступени (1927), Игаевская начальная школа (1950, 1956). (Ефимов, Фёдоров, 2015).

## Транспорт
Деревня доступна по просёлочным дорогам.